# Крња Јела (Босански Петровац)
Крња Јела је насељено мјесто у Босни и Херцеговини, у општини Босански Петровац, које административно припада Федерацији Босне и Херцеговине. Према попису становништва из 2013. у насељу је живјело 194 становника.

## Географија
Село Крња Јела налази се на крајњем западу Бравског поља, по искрченим планинским пропланцима Грмеча, само је малим дијелом у пољу. Са запада и сјевера је затворено планинским узвисинама, обраслим углавном црногорицом. То су Рисовача, Матијевача, Стражбеница, Суви врх, Мисије, Косијер, Омар, Дроњкуша. Источна и јужна страна отворена је према пољу и ту се село надовезује на Смољану. Куће су разбацане у неколико групица. У јесен и зиму кроз село протичу два мања потока у дужинама од једног километра. Некад су ти поточићи имали и воденице.

## Становништво
| Националност       | 2013. | 1991. | 1981. | 1971. | 1961. |
| Срби               | 191   | 471   | 539   | 719   | 795   |
| Југословени        | —     | 2     | 36    |       |       |
| Хрвати             | 1     |       |       | 1     |       |
| остали и непознато | 2     | 1     | 6     | 1     |       |
| Укупно             | 194   | 474   | 581   | 721   | 795   |

| Демографија | Демографија | Демографија |
| Година      | Становника  | Становника  |
| ----------- | ----------- | ----------- |
| 1961.       | 795         |             |
| 1971.       | 721         |             |
| 1981.       | 581         |             |
| 1991.       | 474         |             |
| 2013.       | 194         |             |

## Знамените личности
- Николај Мрђа, митрополит Српске православне цркве
- Момир Кецман, српски рвач